# Nurcan Baysal
Nurcan Baysal (1975) es una periodista y activista kurda de Turquía. En 2018, fue nombrada Laureada Global para Defensores de Derechos Humanos en Riesgo por Front Line Defenders, una ONG irlandesa de derechos humanos.

## Trayectoria
Estudió Ciencias Políticas en la Universidad de Ankara y se licenció en la Bilkent University.
Es la fundadora del Diyarbakır Institute for Political and Social Research (DISA). Al aceptar su premio de Front Line Defenders, Baysal describió un momento formativo en su niñez cuándo  presenció el ataque del ejército turco a una procesión fúnebre por el activista de los derechos kurdos y jefe de la sección Diyarbakir de la Asociación Turca de Derechos Humanos, Vedat Aydin, que fue torturado y asesinado en 1991. El premio fue presentado en mayo de 2018 en el Dublin Castle por la alta comisionada de la ONU para los derechos humanos Kate Gilmore.
En enero de 2018, Baysal fue detenida por la policía turca en su casa en Diyarbakir, al sureste de Turquía. Human Rights Watch declaró que había sido detenida en relación con sus tuits en los que criticaba la operación militar turca en Afrin, Siria. Ella le dijo a The Journal que las fuerzas de seguridad de Kalashnikov habían irrumpido en su casa una noche, diciendo que "Al principio pensamos que era un terremoto. Estaban tratando de derribar nuestra puerta". En febrero fue declarada culpable en otro caso de "denigración de las fuerzas de seguridad turcas" en un artículo que escribió. Aunque fue condenada a diez meses de prisión, fue puesta en libertad a condición de que no repitiera el delito en un plazo de cinco años", según los defensores de Front Line Defenders.
Baysal trabajó para el Programa de las Naciones Unidas para el Desarrollo en Turquía y ha publicado cuatro libros en turco con İletişim Publishers. Es también periodista en la web de noticias turca Ahval. Ha sido publicada por T24 y OpenDemocracy y es asesora de la Fundación Heinrich Böll.

## Libros
- O Gün (2014), Kürdistan'da Sivil Toplum (2015), Ezidiler: 73. Ferman (2016)